# 三宅城
三宅城（みやけじょう/みあけじょう）は、大阪府茨木市にあった日本の城。宅地化、農地化がすすんで遺構などは地表上には存在せず、推定地として蔵垣内3丁目および丑寅2丁目が有力である。

## 概要
城の大きさは東西596メートル、南北540メートルで、その中に東西180メートル、南北270メートルが本丸が備わっていたと思われ、かなりの大きさの城であったことが推定されている。

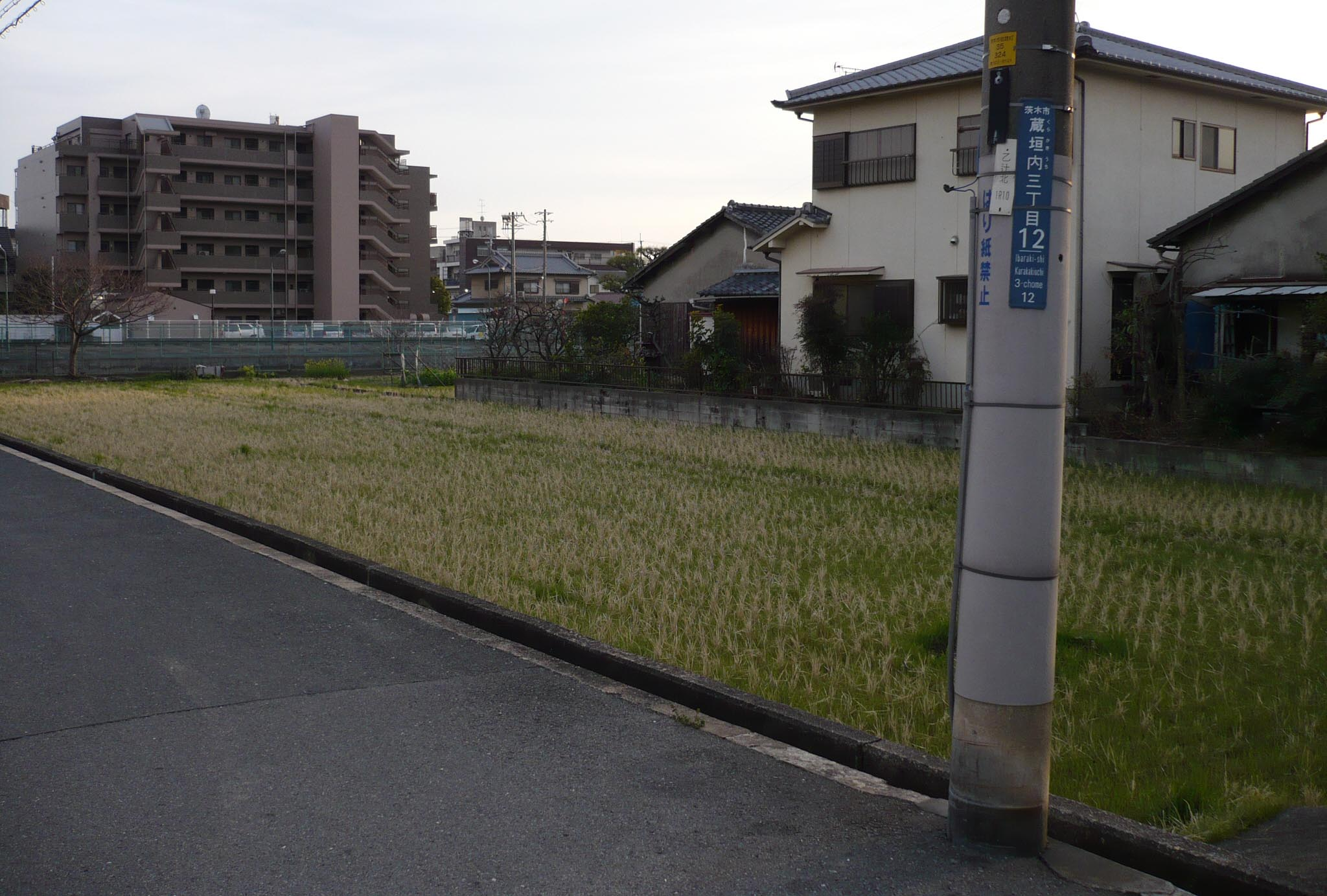
現在の三宅城推定地

城の周りには堀をめぐらした可能性があり、「堀田」「蓮池」「大名寺池」という堀や城の存在を匂わせる地名が存在している。また、本丸、二の丸を備えた城郭であったという説もあるが、近年の区画整理事業の為、全く形が変わってしまった、あるいは埋められて、遺構や城の片鱗をしのばせるものは無くなってしまった。
三宅城の石碑は2つ存在していて、1つは阪急京都本線沿いにある石碑と、もう一つは蔵垣内公園にある石碑があり、共に推定城敷地内と考えられている。
なお大阪府の行政地図情報システムによる埋蔵文化財包蔵地範囲の表示では、蔵垣内2丁目・3丁目および丑寅2丁目の中間付近が包蔵地として設定されており、蔵垣内公園からはやや東にずれている。
また2019年（令和元年）10月10日に行われた茨木市による丑寅2丁目地内の試掘調査では、遺構や遺物は発見出来なかった。

## 沿革

### 築城
築城の時期は定かではないが、2つの説が言われている。1つは14世紀前半築城説で、『応仁記』によると文明3年（1470年）、東軍の総大将細川勝元方に属していた「三宅・吹田・茨木・芥川等の諸侍」が居たことが記載されている。これにより、更にさかのぼって観応3年（1352年）の室町幕府御教書に三宅左衛門という名前が見受けられ、代替三宅氏の居城として使用されていた可能性もある。もう1つは細川高国に命じられ、三宅国政が永正元年（1504年）に築城したという説である。
三宅城が最初に戦闘に巻き込まれるのは、天文15年（1546年）の細川氏綱と細川晴元の戦いで、三宅城主であった三宅国村は氏綱方に属していた。この時、晴元方に属していた三好長慶軍3万兵が翌年天文16年（1547年）2月25日に三宅城を取り囲み、国村はその時小勢で何度か合戦になったが、3月22日に三宅城を明け渡し、国村は晴元方に属する事になる。

### 廃城

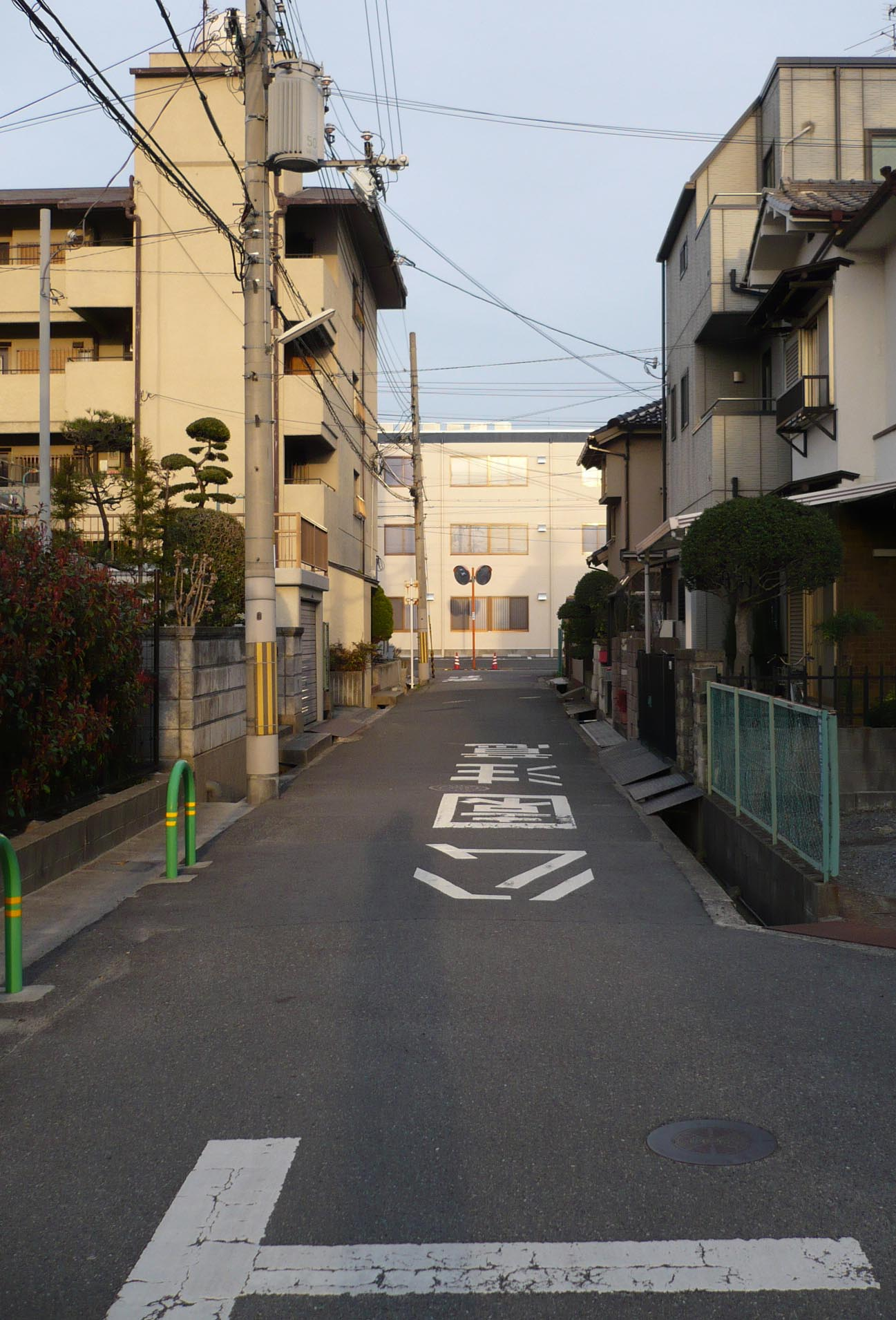
現在の三宅城推定地

廃城も2つの説が言われている。一つは江口の戦いの直前の戦闘で、天文17年（1548年）に三好政長と三好長慶の仲違いが生じるに至り、国村は芥川・入江・茨木・安威・池田・瓦林の摂津国人と共に長慶方に属した（国村は細川晴元方に属していたが長慶に味方したと間違われたという別説もある）。これに対抗する政長方の香西元成は三宅城を攻略し、同年3月29日に落城した。この時に国村は42歳で自刃し、1男3女はバラバラに落ち延び、しばらくした後に三宅城は廃城になったという説がある。
もう一つは、3月29日に落城した後に国村は自刃せず落ち延びたという説がある。その後、落城させた香西元成は同年5月5日には政長を迎え入れ、28日には政長の主君である細川晴元自身も入城し、三宅城は晴元方の最前線基地となった。これに対して、長慶の弟十河一存は同年6月24日の未明三宅城を攻撃、本丸近くまで攻めのぼったが、そこから先は激しい攻撃にあい、矛先を江口城にむけ政長を打ち取る事に成功した。この敗戦で晴元は三宅城を捨てて近江に逃げ去っていった。
この後三宅城は再び国村の居城となっていたが、永禄5年（1562年）に六角義賢と三好長慶との間で対立し（久米田の戦い）、国村は長慶を裏切り六角方につき豊島郡を放火し撹乱したが、高屋城が落城した（教興寺の戦い）との報が届くと三宅城から堺へ逃げ去った。これを最後に三宅城と国村は姿を消すことになり、この時に廃城となったという説もある。

## 城跡へのアクセス
- 電車でのアクセス 

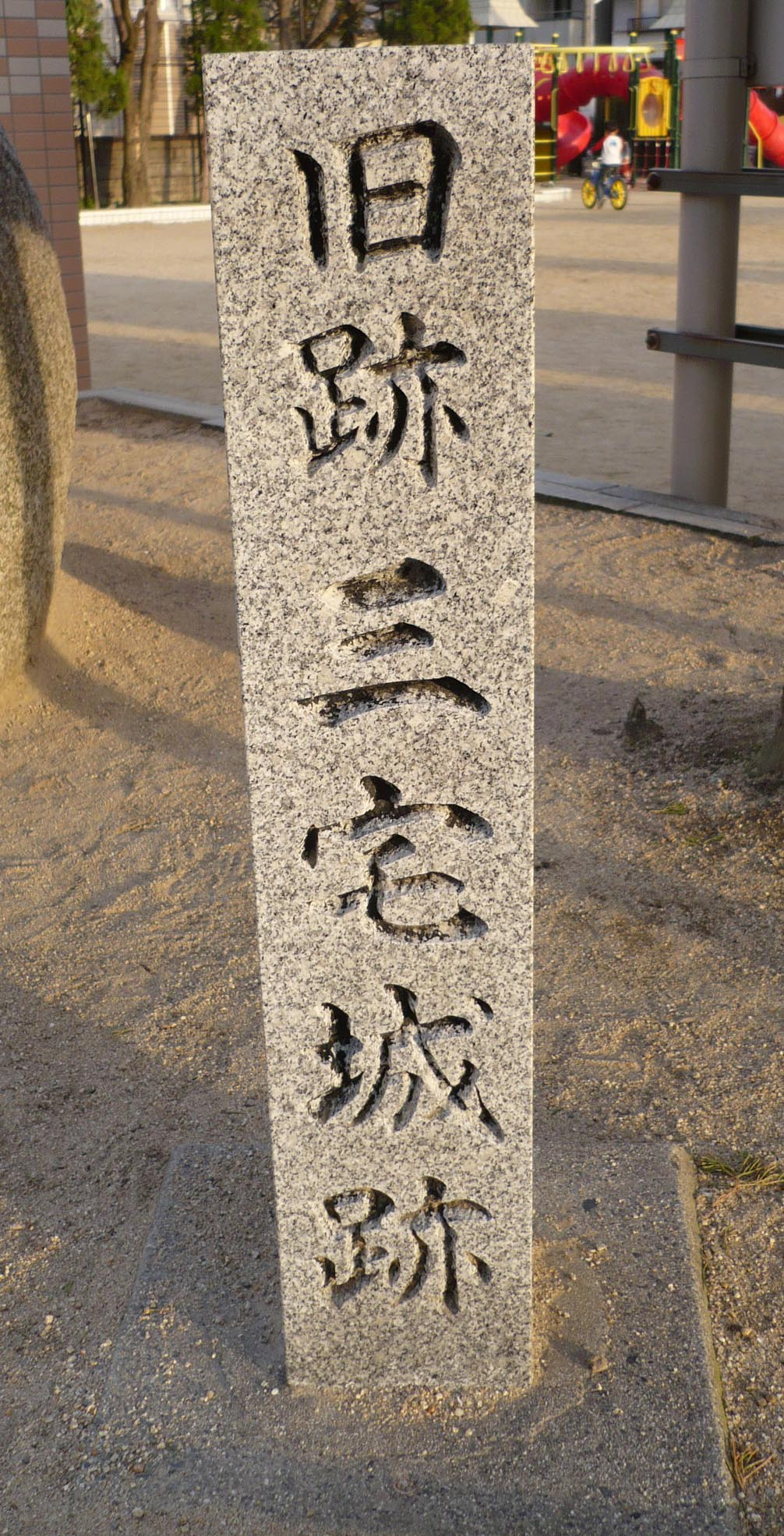
蔵垣内公園にある石碑

  - JR京都線（東海道本線）千里丘駅 - 徒歩約15分
  - 阪急京都本線 南茨木駅 - 徒歩約10分
- 車でのアクセス 
  - 東名高速道路吹田JCT/IC - 府道2号線、蔵垣内公園方面
  - 近隣に駐車場無し